# Dinney Bougage
Dinney Bougage (auch: Diney Bougage) ist ein Dorf im Arrondissement Zinder V der Stadt Zinder in Niger.

## Geographie
Das von einem traditionellen Ortsvorsteher (chef traditionnel) geleitete Dorf befindet sich südöstlich des Stadtzentrums im ländlichen Gemeindegebiet von Zinder, der Hauptstadt der gleichnamigen Region Zinder. Zu den Siedlungen in der näheren Umgebung von Dinney Bougage zählen Dineye im Nordosten, Dakarou Jiran Torri im Südosten und Réréwa im Westen.
Wie im gesamten Gemeindegebiet von Zinder herrscht das Klima der Sahelzone vor, mit einer durchschnittlichen jährlichen Niederschlagsmenge zwischen 300 und 400 mm.

## Bevölkerung
Bei der Volkszählung 2012 hatte Dinney Bougage 220 Einwohner, die in 37 Haushalten lebten. Bei der Volkszählung 2001 betrug die Einwohnerzahl 161 in 29 Haushalten und bei der Volkszählung 1988 belief sich die Einwohnerzahl auf 442 in 92 Haushalten.

## Wirtschaft und Infrastruktur
Es gibt eine Schule im Dorf.